# Pussy
Pussy je první singl z alba Liebe ist für alle da německé industrialmetalové kapely Rammstein. Text písně pojednává o tzv. sexuální turistice.
Videoklip natočil režisér Jonas Åkerlund. Video bylo vydáno prostřednictvím internetu 16. září 2009.
Videoklip je hodně často cenzurován, neboť obsahuje jasnou pornografii. Její obsah je často zveřejňován i na porno stránkách.

## Seznam skladeb
1. „Pussy“
2. „Rammlied“